# گمینا گاربوو
گمینا گاربوو (به لهستانی:  Gmina Garbów) یک گمینا در لهستان است که در شهرستان لوبلین واقع شده‌است. گمینا گاربوو ۱۰۲٫۴۲ کیلومتر مربع مساحت و ۸٬۹۱۷ نفر جمعیت دارد.